# Solinka (Basses-Carpates)
Pour les articles homonymes, voir Solinka.
Solinka est une localité polonaise de la gmina de Cisna, située dans le powiat de Lesko en voïvodie des Basses-Carpates.